# Poughkeepsie
Poughkeepsie (/pəˈkɪpsi/) è una città degli Stati Uniti d'America, capoluogo della contea di Dutchess nello Stato di New York.
Posta a 60 miglia da New York, Poughkeepsie è stata fondata nel 1687. Si pensa che il nome sia derivato da una parola indiana, ma il significato è sconosciuto, probabilmente potrebbe voler dire "capanna di canne presso la grande acqua".
Al suo interno troviamo, inoltre, alcune famose università, come il Vassar College, una delle Seven Sisters schools, il Marist College, e il Dutchess Community College. Nelle vicinanze, inoltre, si trova il Culinary Institute of America.
A Poughkeepsie si trova una grossa sede dell'IBM,  vi operava inoltre l'unico stabilimento statunitense della FIAT costruito nel 1909 e chiuso nel 1942.

## Origine del nome

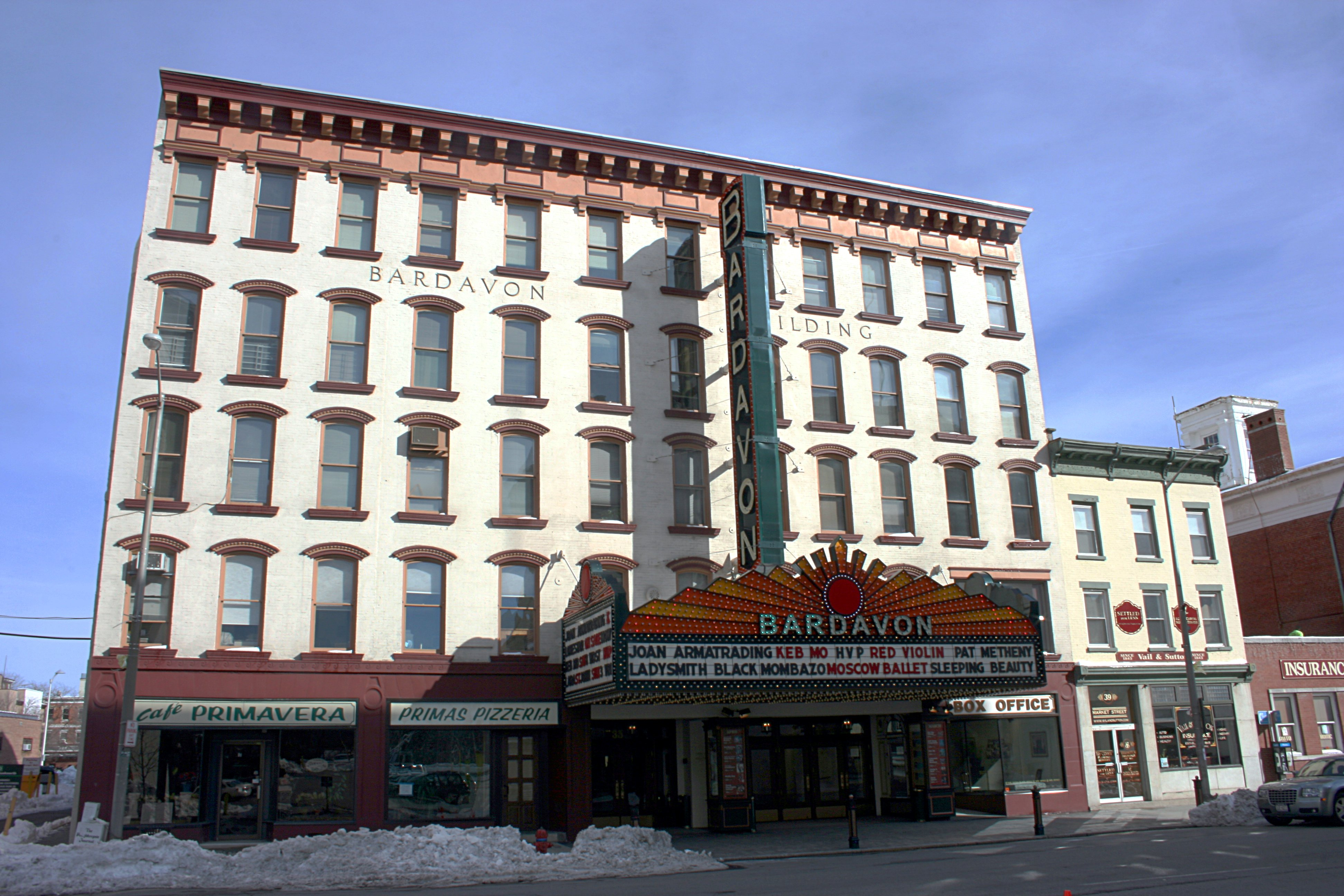
Bardavon Opera House

Il nome Poughkeepsie deriva dalla parola della lingua Munsee "U-puku-ipi-sing", usata dalla tribù Wappinger, che significa "la tenda ricoperta di canne vicino al luogo con poca acqua", riferendosi a una sorgente o a un ruscello che sfocia nel fiume Hudson a sud del centro cittadino.

## Geografia fisica
Secondo lo United States Census Bureau, la città si estende per un'area totale di 14,8 km² di cui 1,4 km² di acque interne.

## Società

### Evoluzione demografica
Secondo il censimento del 2010, Poughkeepsie ha 32 736 abitanti, con una densità di 2 243,8/km² (5 806,2/mi²) e con una percentuale di bianchi pari al 52,8%, Afroamericani pari al 35,7%. Il 10,64% della popolazione è di origine ispanico-latina.
Il reddito medio per un proprietario di casa è di 29398 $ e il reddito medio per una famiglia è di 35779 $.

## Infrastrutture e trasporti
La città è servita dalla linea Hudson del servizio ferroviario suburbano Metro-North Railroad.

## Cultura

### Media

#### Televisione
- Nel 1910, vi fu girato il cortometraggio Daisies, che difendeva l'idea dell'istruzione superiore per le donne.
- Nel film Ascensore per l'inferno, del 1987, Poughkeepsie è la sede del 'The Sarah Dodds Harvest - Memorial Clinic', la casa di cura in cui, nel 1943, viene ricoverato Jonathan Liebling, a causa dei gravi traumi riportati in guerra, e da cui, 12 anni dopo, prendono avvio le indagini di Harry Angel.
- Nella serie Ally McBeal il personaggio John Cage (interpretato dall'attore Peter MacNicol) pronuncia spesso il nome di questa città per prevenire la sua balbuzie.
- Nella serie tv Friends, Ross (interpretato da David Schwimmer) esce con una ragazza di Poughkeepsie, ma si lamenta del fatto che abita troppo lontano da Manhattan. (episodio X della IV stagione, "The One with the Girl from Poughkeepsie").
- Nella serie tv How I Met Your Mother, il regalo di Natale di Marshall Eriksen viene caricato erroneamente su un furgone postale di diretto a Poughkeepsie e lui è costretto ad inseguirlo a piedi.
- Nella serie tv Supernatural la parola "Poughkeepsie" viene usata da Dean e Sam come codice segreto, il suo significato è "Molla tutto e scappa".
- Nella serie tv Veronica Mars, è la finta città natale di una prostituta dai nobili sentimenti (episodio 11 della terza stagione "Poughkeepsie, tramps and thieves").
- Nel lungometraggio Il compagno B, durante la ricerca di un non meglio precisato Mr. Smith, Stan Laurel si reca fino a Poughkeepsie dove aveva sede un'azienda produttrice di caramelle per la gola fondata dai fratelli Smith; l'ultimo dei quali era però deceduto circa 5 anni prima, in base all'ambientazione del film al termine della I guerra mondiale
- Nel film Giovani si diventa, Josh (Ben Stiller) e Jamie (Adam Driver) si recano a Poughkeepsie per incontrare un vecchio compagno di scuola di quest'ultimo.
- Nel film Letters to Juliet, Sophie Hall (Amanda Seyfried) parla al telefono con un uomo che afferma che alla fine della seconda guerra mondiale si trovava a Poughkeepsie (nei primi minuti del film).
- Nel film Vi presento Joe Black, ad Anthony Hopkins viene detto che dovrà pagare gli straordinari ai vigili del fuoco di Poughkeepsie (min 4:20)
- Nella serie TV del 2017 The Sinner, in onda su USA Networ la città di Poughkeepsie viene spesso citata come località dove avvennero fatti cruciali riguardanti la protagonista.
- Nel film Sex & the City, Charlotte, mentre sono al resort in Messico, mangia solo budini prodotti a Poughkeepsie.
- Nel libro Le ceneri di Angela, proprio alla fine, Frank McCourt (protagonista e autore) arrivando dall'Irlanda sbarca a Poughkeepsie dove ha un incontro amoroso inaspettato.